# Hiträsket
Hiträsket är en sjö i Skellefteå kommun i Västerbotten och ingår i Byskeälvens huvudavrinningsområde. Hiträsket ligger i Byskeälven Natura 2000-område.